# Szkoła żon
Szkoła żon (fr. L'école des femmes) – komedia satyryczna Moliera z 1662 r.
Dramaturg uczynił tematem sztuki jedną z ludzkich namiętności – zazdrość. Główną postacią utworu jest Arnolf, czterdziestoletni mieszczanin, zatwardziały kawaler, który szykuje się do zawarcia małżeństwa ze swoją wychowanicą. Jest przekonany o wrodzonej niemoralności kobiet, więc za żonę pragnie pojąć dziewczę niewinne i głupiutkie, którego naiwność i niewiedzę świadomie pielęgnuje. Jednak los bywa przewrotny.

## Postacie
Arnolf, inaczej pan Rosochacki

Anusia, naiwna młoda dziewczyna wychowywana przez Arnolfa

Horacy, zalotnik Anusi

Grzela, wieśniak, sługa Arnolfa

Agatka, wieśniaczka, służąca Arnolfa

Chryzald, przyjaciel Arnolfa

Enryk, szwagier Chryzalda

Oront, ojciec Horacego

Rejent